# Joncels
Joncels é uma comuna francesa na região administrativa de Occitânia, no departamento de Hérault. Estende-se por uma área de 46,24 km². Em 2010 a comuna tinha 313 habitantes (densidade: 6,8 hab./km²).